# Cupolă alungită
În geometrie, cupolele alungite sunt o mulțime infinită de poliedre, construite prin unirea unei cupole n-gonale cu o prismă 2n-gonală. Bazele la care are loc lipirea sunt cele congruente.
Există trei cupole alungite care sunt  poliedre Johnson, făcute din triunghiuri echilaterale, pătrate și pentagoane regulate. Alăturarea unei prisme triunghiulare la un cub generează, de asemenea, un poliedru, dar are fețe adiacente coplanare, deci nu este un poliedru Johnson. Formele superioare pot fi construite doar fără toate fețele regulate, de exemplu cu triunghiuri isoscele.

## Forme
| n | Imagine | nume                                | fețe                                              |
| - | ------- | ----------------------------------- | ------------------------------------------------- |
| 2 |         | fastigium alungit                   | 2 triunghiuri, 6+1 pătrate                        |
| 3 |         | cupolă triunghiulară alungită (J18) | 3+1 triunghiuri, 9 pătrate, 1 hexagon             |
| 4 |         | cupolă pătrată alungită (J19)       | 4 triunghiuri, 12+1 pătrate, 1 octogon            |
| 5 |         | cupolă pentagonală alungită (J20)   | 5 triunghiuri, 15 pătrate, 1 pentagon, 1 decagon  |
| 6 |         | cupolă hexagonală alungită          | 6 triunghiuri, 18 pătrate, 1 hexagon, 1 dodecagon |